# Kattrumpstullen 5

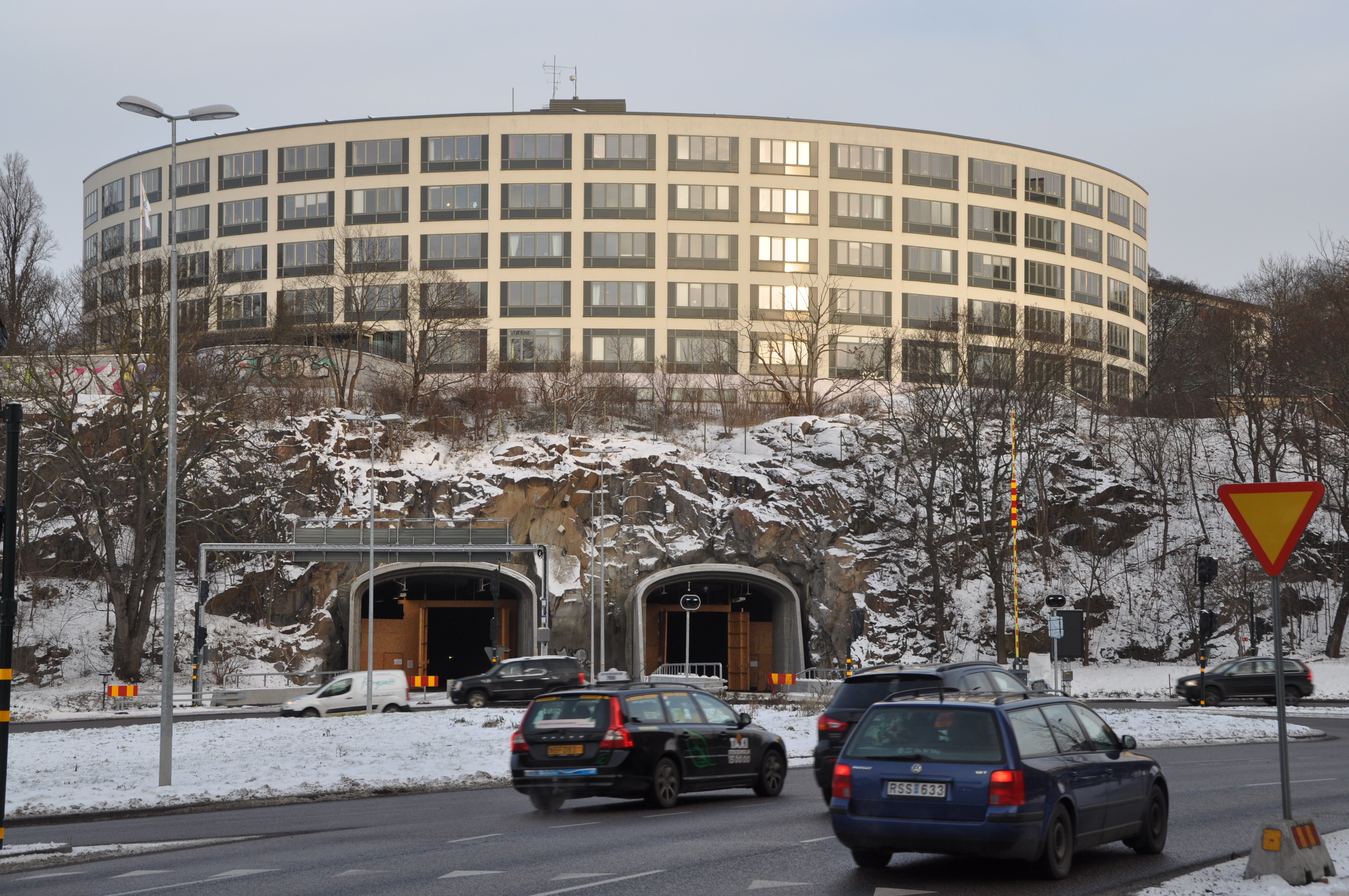
Kattrumpstullen 5 med tunnelmynningar för Norra länken, januari 2014.

Kattrumpstullen 5 är en fastighet i kvarteret Kattrumpstullen vid norra sidan om Roslagstull på Norra Djurgården i Stockholm. Byggnaden med adress Roslagstullsbacken 7 uppfördes år 2003 och innehåller lägenheter för äldreboende.

## Beskrivning

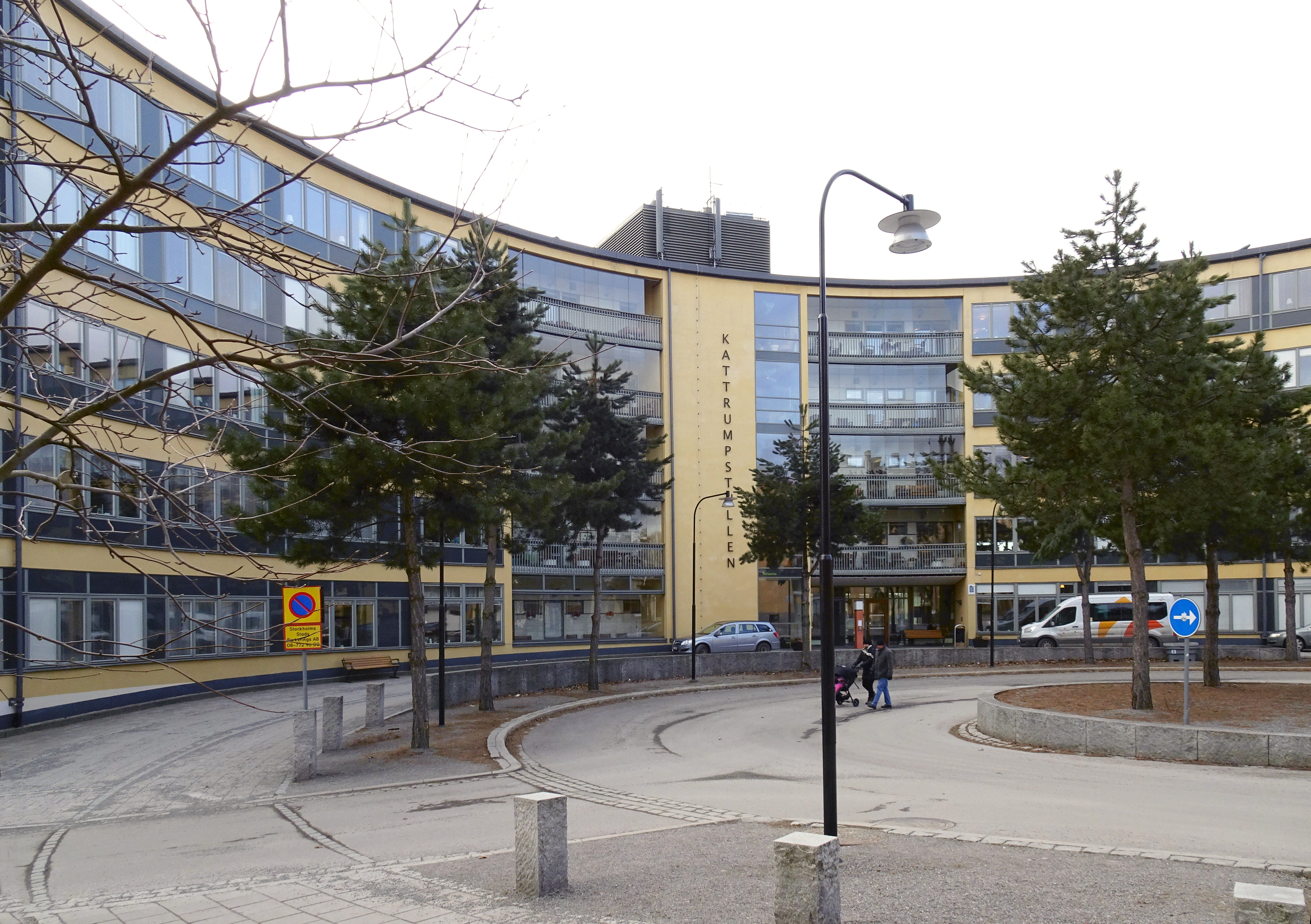
Platsbildning mot entrésidan

Byggnaden dominerar hela norra Roslagstull och har med sin svängda form blivit ett nytt inslag i Stockholms stadsbild. Namnet “Kattrumpstullen” härrör troligen från det vattendrag som förband Brunnsviken med Träsksjön och som fanns där numera cirkulationsplatsen Roslagstull ligger. På grund av sin krokiga form kallades vattnet i folkmun för Kattrumpssjön och tullen Kattrumpsstull medan det officiella namnet blev Roslagstull.
Huset uppfördes 2003 på klippan ovanför Roslagstulls cirkulationsplats och har fem våningsplan med totalt 7 402 m² bruksarea. I huset finns 97 lägenheter för äldreboende med personer som är i behov av service och omvårdnad dygnet runt. Byggherre var Stockholms stads fastighetskontor och för formgivningen stod White arkitekter med Eva Berg som ansvarig arkitekt. Huset uppfördes och ägdes till en början av Svenska Bostäder. 2004 övertogs ägandet av Micasa Fastigheter, som bildats av Stockholms stad för att förvalta stadens omsorgsboende. Kattrumpstullen 5 karaktäriseras av sin bågform vars öppning skapar ett naturligt torg framför entrésidan. Interiören präglas av genuina material och ljusa färger.

## Kritik
Förbundet för Ekoparken och Föreningen Haga-Brunnsvikens Vänner protesterade mot nybyggnaden och menade bland annat: "Nu har nybyggnaden på Kattrumpstullen 5 drastiskt rubbat balansen mellan den naturliga bergväggens massa och bebyggelsens volymer och den historiska landskapsbilden vid Roslagstull har därmed tagit stor skada."

## Bilder

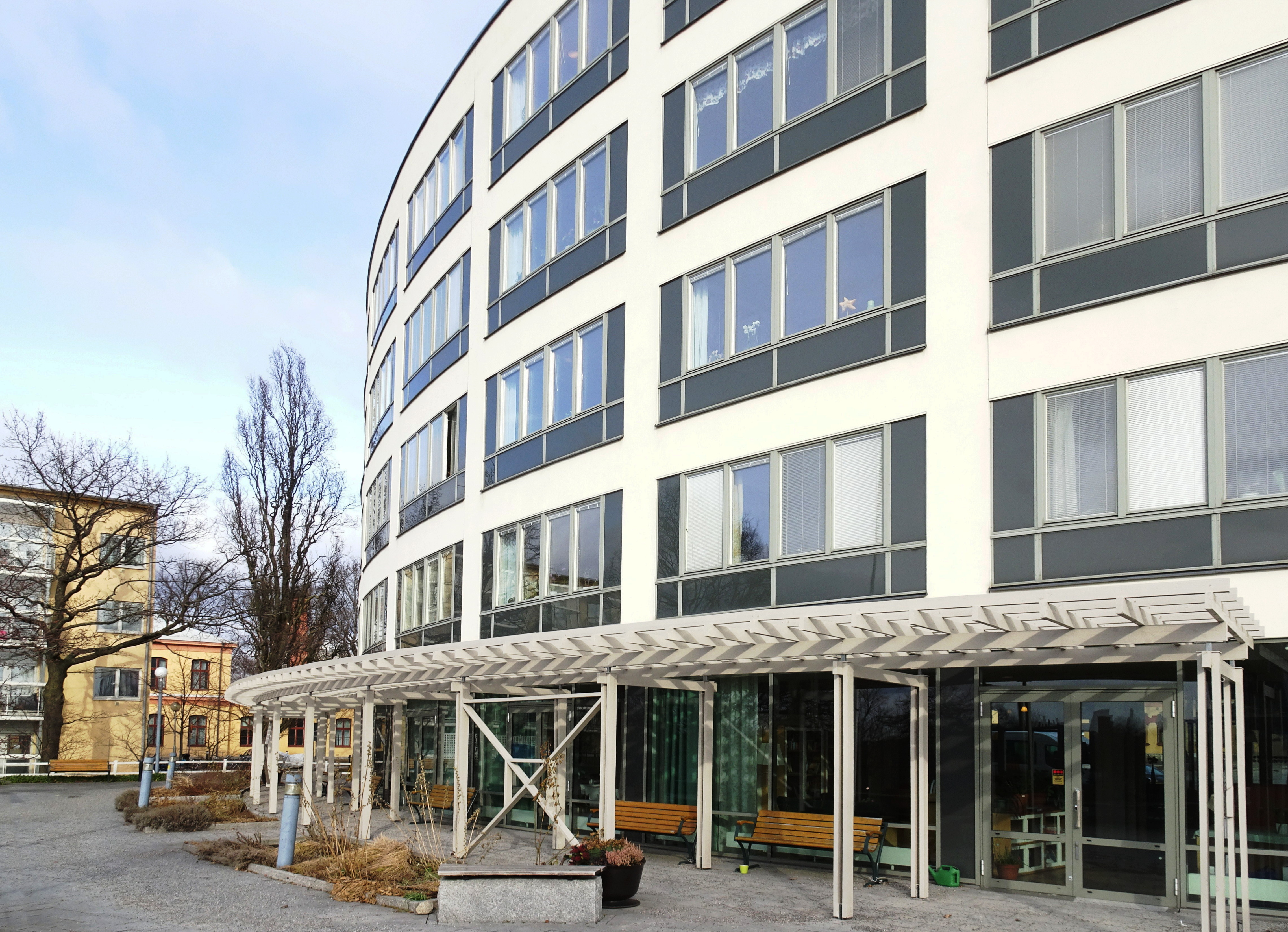
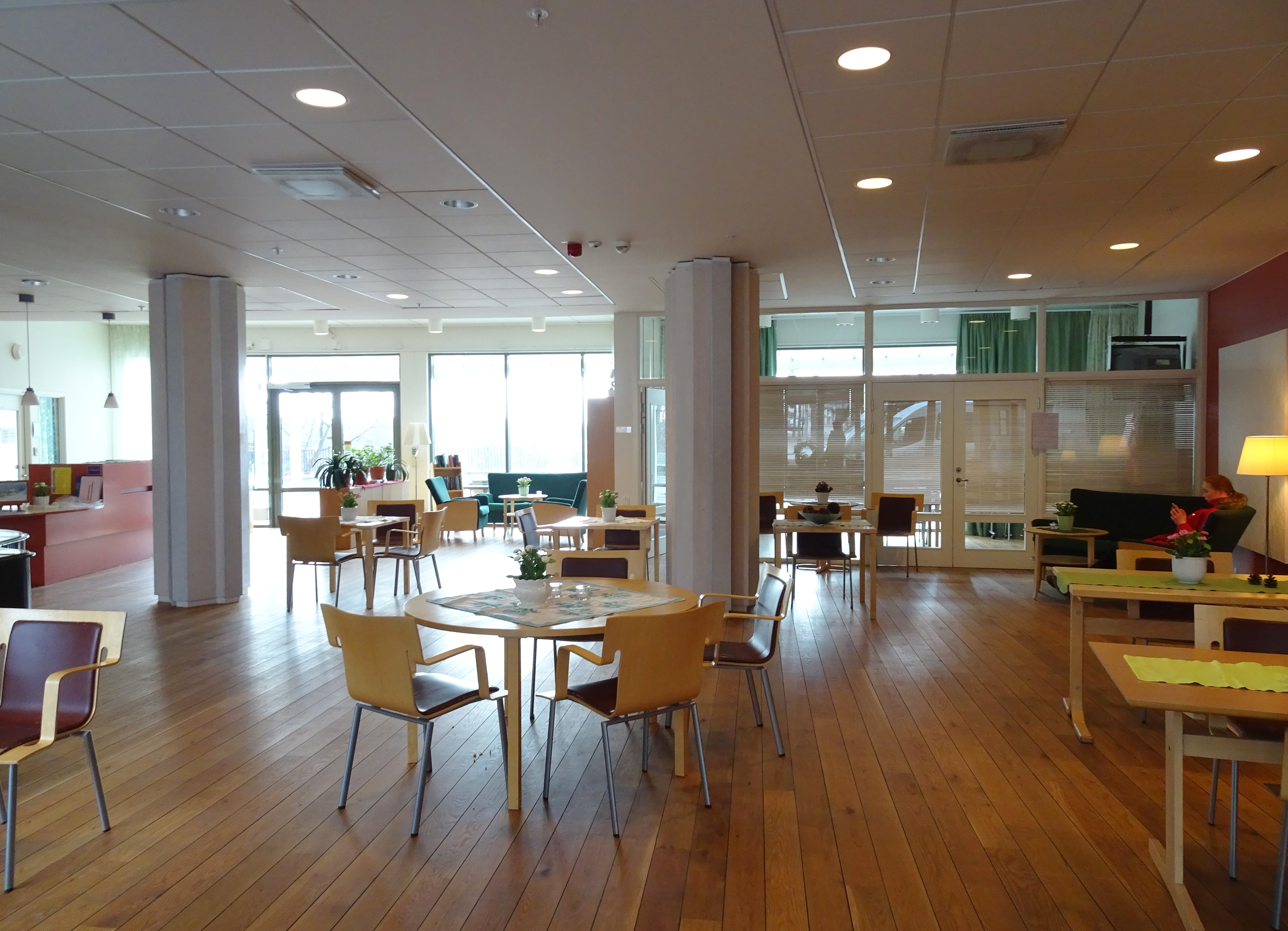
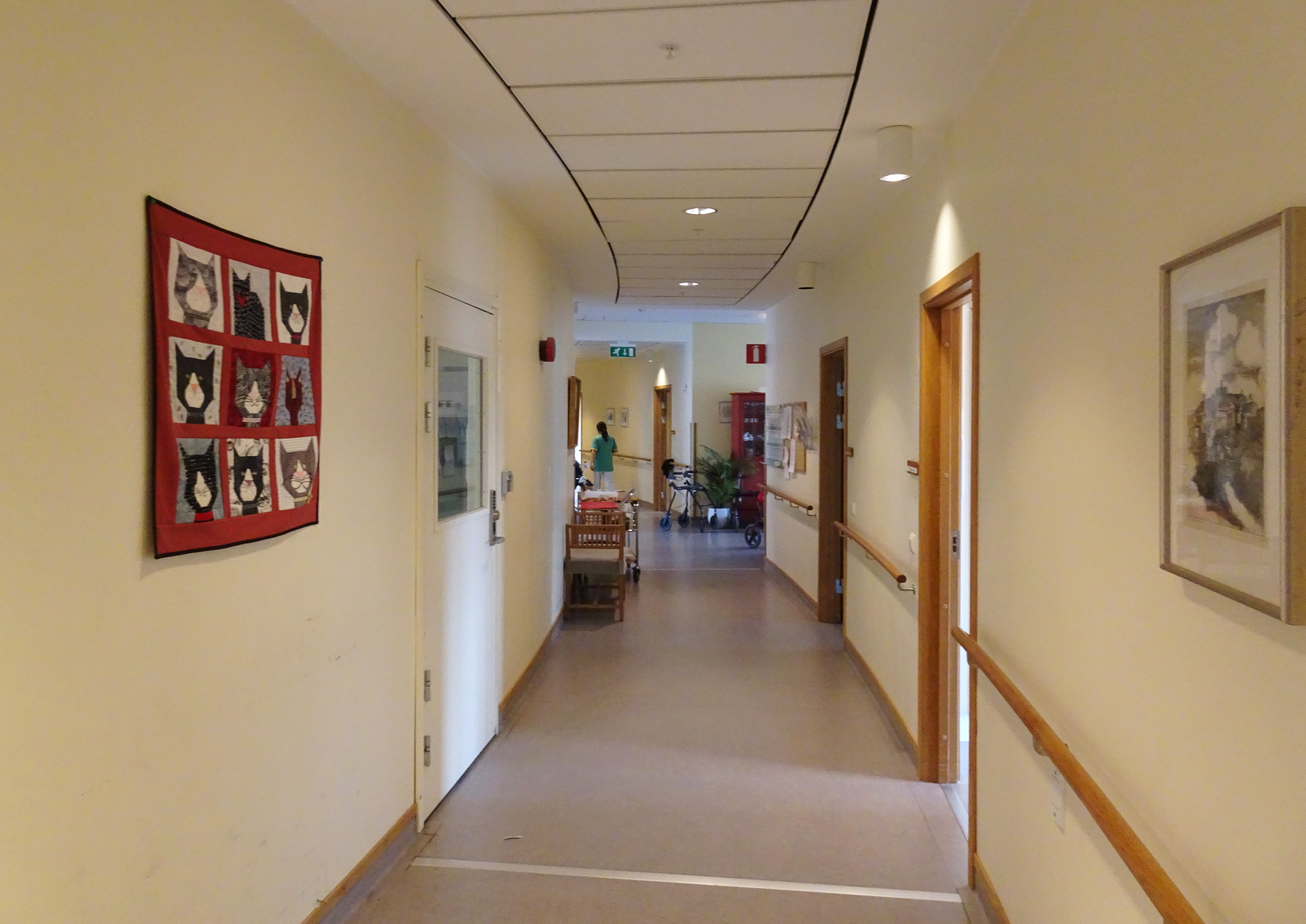
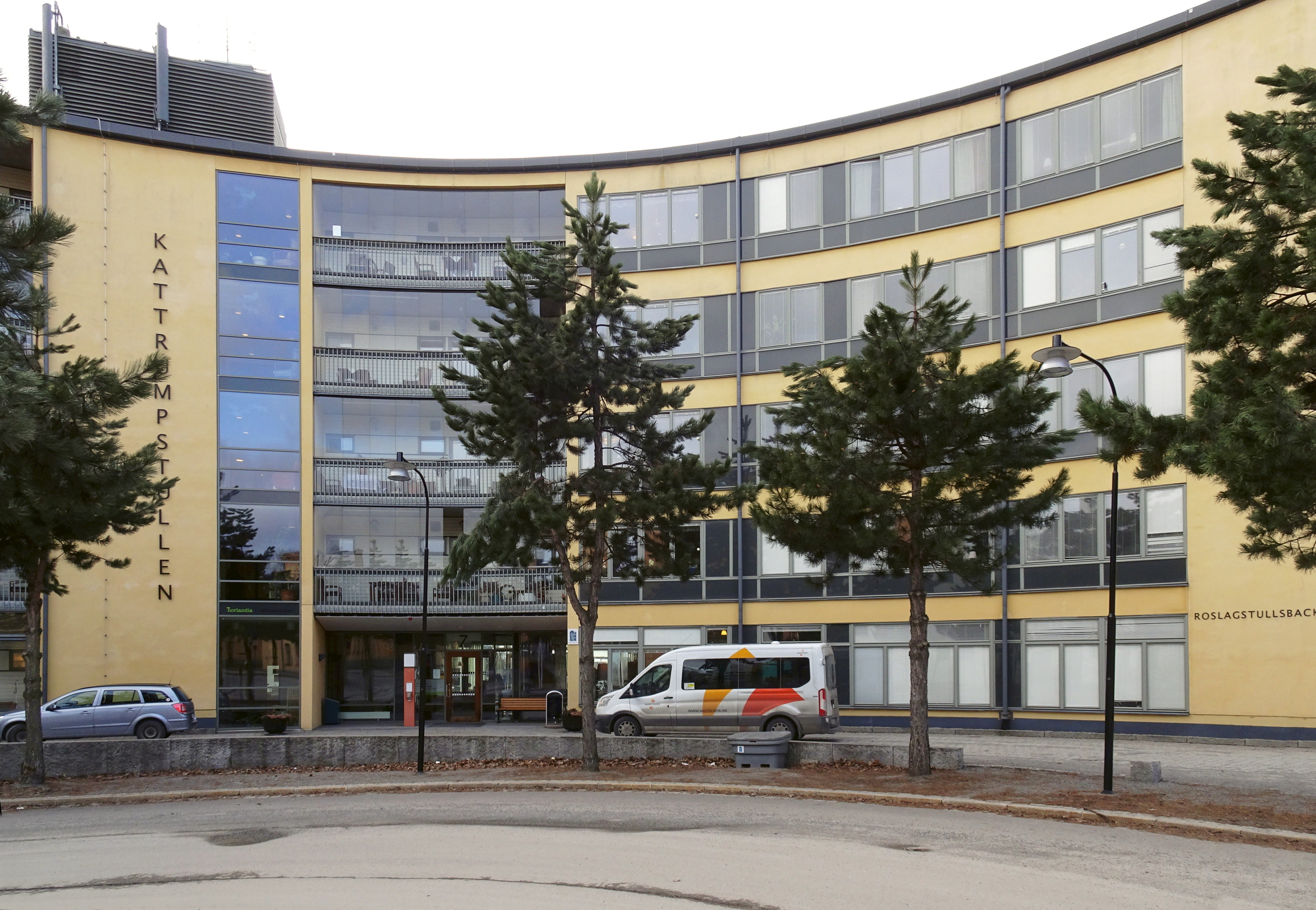